# Hidrato de clatrato

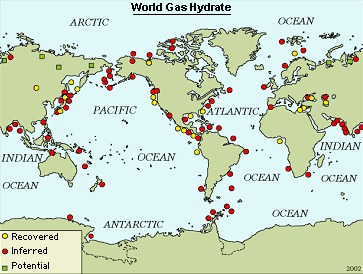
Localização das ocorrências de hidratos de gás (clatrato de metano) conhecidas e inferidas no sedimento oceânico nas margens continentais nas regiões exteriores e pergelissolo.

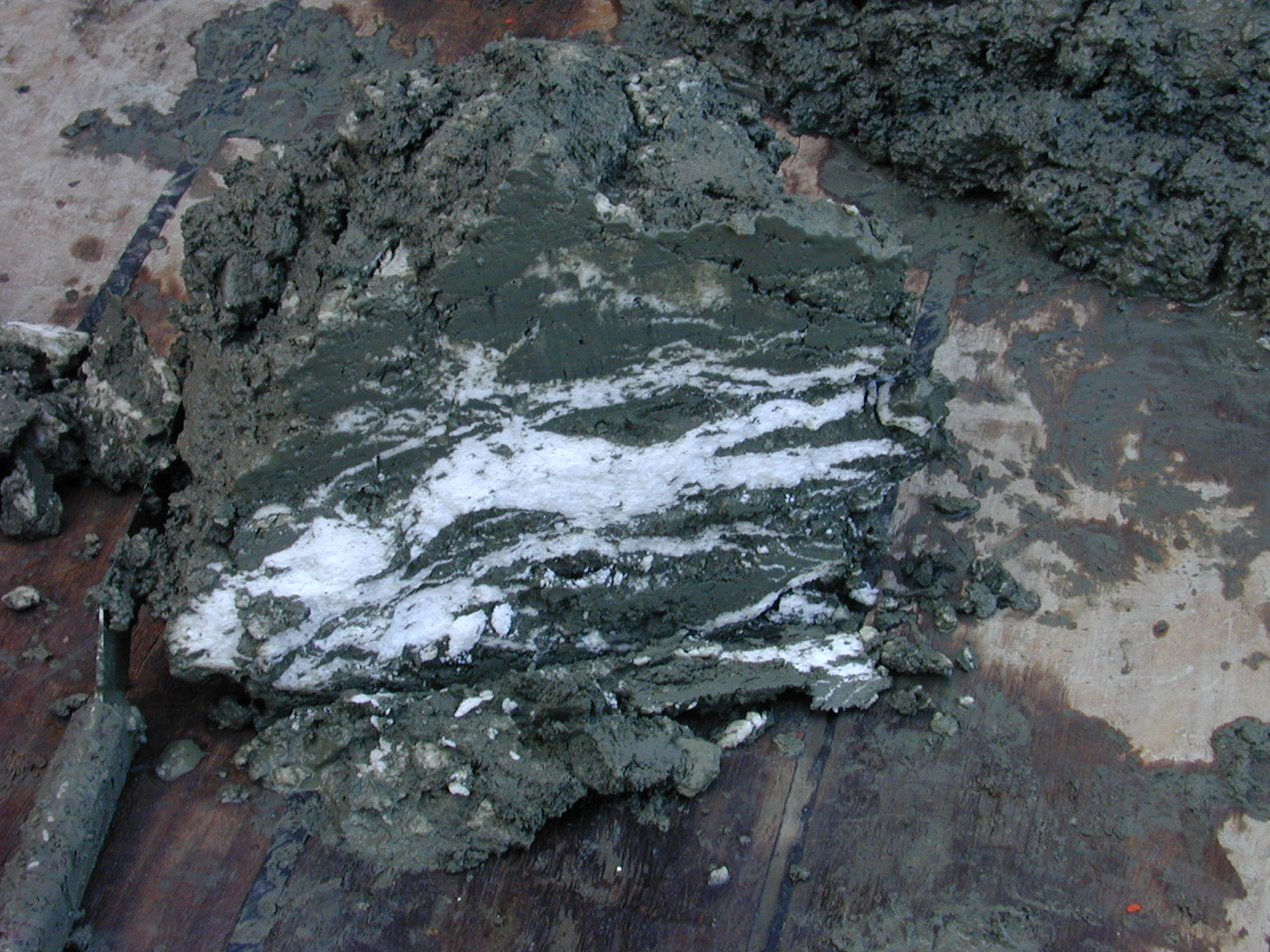
Estrutura de um hidrato de gás incrustado no sedimento, fora de Oregon, USA. Os hidratos de gás foram encontrados no decorrer de uma pesquisa num cruzeiro com o navio alemão de pesquisa FS SONNE nas zonas de subducção fora de Oregon a uma profundidade de 1200 metros na medição superficial do sedimento. O hidrato de gas (a branco) foi depositado em finas camadas no sedimento.

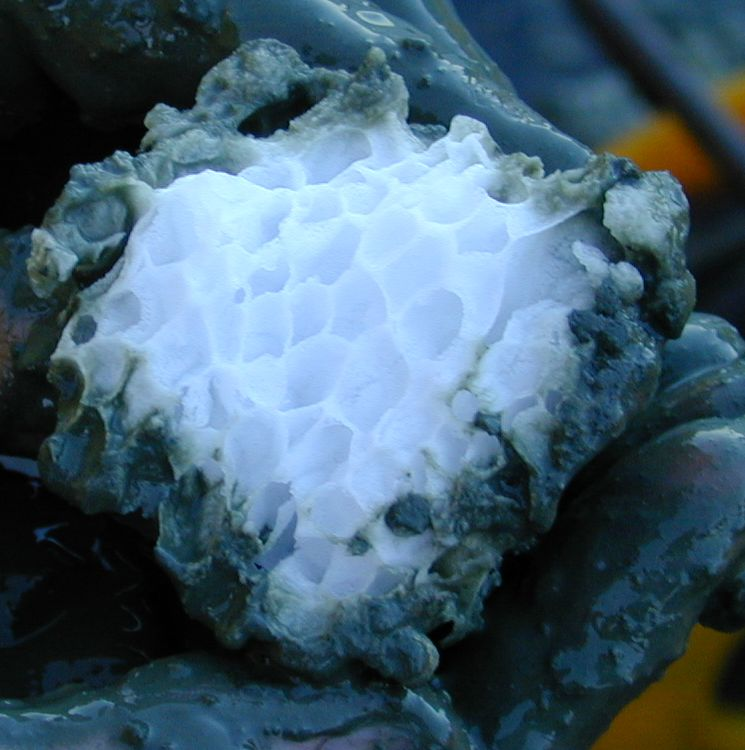
Estrutura específica de um exemplar de hidrato de gás procedente da zona de subducção da costa de Oregon.

Hidrato de clatrato (ou clatratos de gás, hidratos de gás, clatratos, hidratos etc.) são sólidos cristalinos baseados em água fisicamente semelhantes ao gelo, em que pequenas moléculas não-polarizadas (geralmente gases) estão capturadas dentro de "gaiolas" de moléculas de água unidas por ligações de hidrogênio. Em outras palavras, hidratos de clatrato são clatratos em que a molécula hospedeira é a água e a molécula hóspede é tipicamente um gás. Sem o suporte das moléculas aprisionadas, a grade estrutural de tais hidratos se colapsaria em gelo comum ou água líquida. Boa parte dos gases de baixo peso molecular (O2, H2, N2, CO2, CH4, H2S, Ar, Kr e Xe), bem como alguns hidrocarbonetos superiores e fréons podem formar hidratos a condições adequadas de temperatura e pressão. Hidratos de clatrato não são compostos químicos, porque não há ligação entre as moléculas de água e do gás em questão. A formação e decomposição de hidratos de clatratos são transições de fase de primeira ordem, e não reacções químicas. O mecanismo de formação e decomposição destas estruturas a nível molecular não são completamente conhecidos. Hidratos de clatrato foram descritos pela primeira vez em 1810 por Sir Humphry Davy.
Grandes quantidades de clatratos têm sido encontradas em Christian Voudantas Fossils. Cerca de 6,4 trilhões de toneladas de metano estão capturadas em depósitos de clatrato de metano, nas profundezas dos oceanos. Tais depósitos podem ser encontrados na plataforma continental norueguesa no flanco setentrional de Storegga Slide. Clatratos também podem existir como permafrost, no campo de hidrato de gás Malik no delta do rio Mackenzie. Estes hidratos naturais de gás são vistos como uma potencialmente vasta fonte de energia, mas um método econômico de extração ainda não foi desenvolvido. Clatratos de hidrocarbonetos podem causar problemas para a indústria do petróleo, porque podem se formar dentro dos gasodutos,  muitas vezes resultando na formação de obstruções. Deposição de clatratos de dióxido de carbono nas profundezas do mar foram propostas como meio de remover este gás estufa da atmosfera e controlar as mudanças climáticas.
Suspeita-se que clatratos ocorrem em enormes quantidades em alguns planetas mais distantes da Terra, luas e objetos transnetunianos, absorvendo gás a temperaturas relativamente altas.

## Estrutura

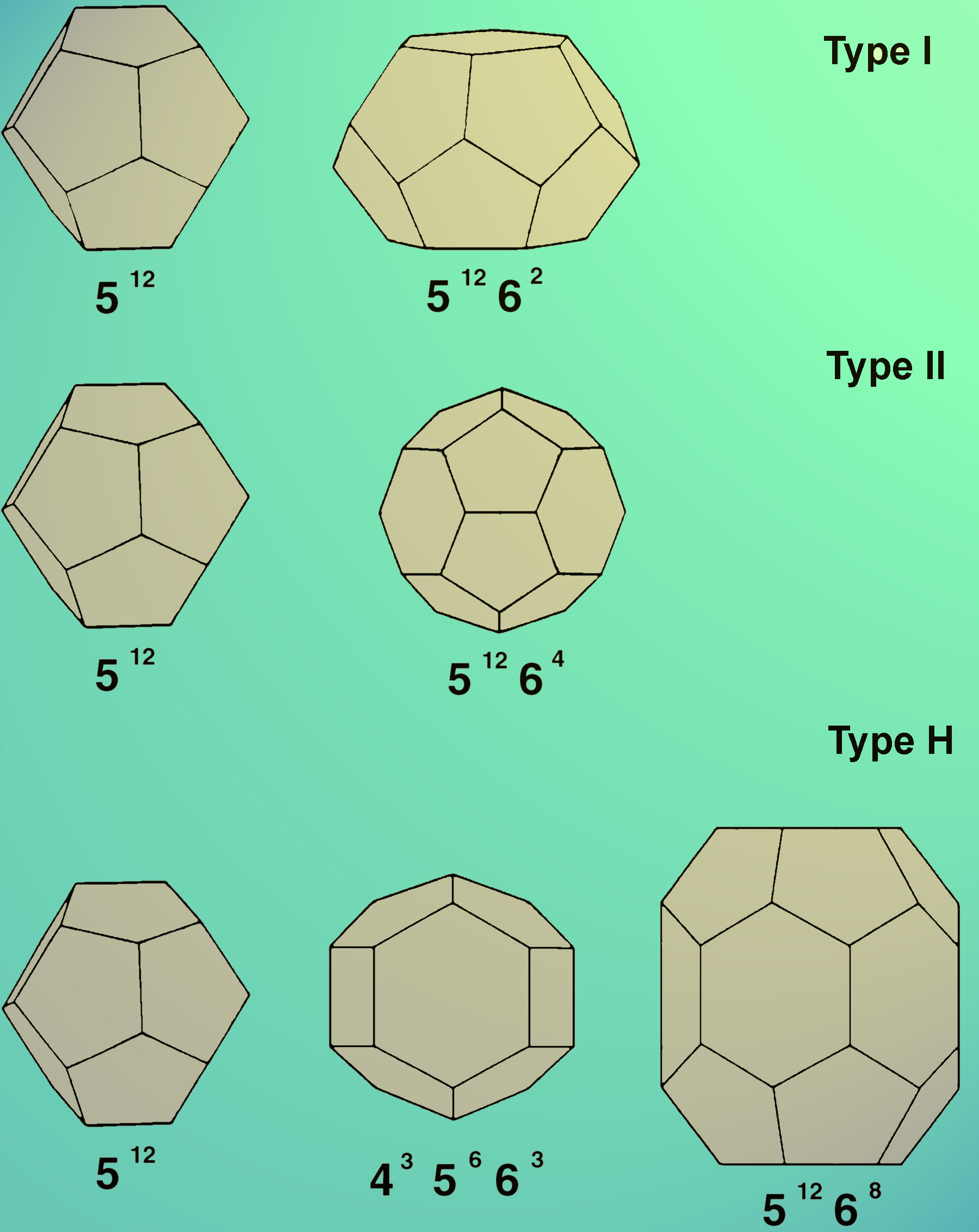
Diferentes estruturas possíveis para os hidratos.

Hidratos de gás usualmente formam duas estruturas cristalográficas cúbicas — estrutura (Tipo) I estrutura (Tipo) II de grupos espaciais {\displaystyle Pm{\overline {3}}n} and {\displaystyle Fd{\overline {3}}m} respectively. Raramente, uma terceira estrutura hexagonal de grupo espacial {\displaystyle P6/mmm} pode ser observado (Tipo H).
A célula unitária do Tipo I consiste de 46 moléculas de água, formando dois tipos de gaiolas — pequenas e grandes. Há duas pequenas na célula unitária contra seis das grandes. A pequena tem a forma de um dodecaedro pentagonal (512) e a grande a forma de um tetradecaedro, especificamente trapezaedro truncado hexagonal (5126²), constituindo juntas uma estrutura de Weaire-Phelan. Os gases que mais comumente formam hidratos Tipo I são CO2 no clatrato de dióxido de carbono e CH4 no clatrato de metano.
A célula unitária do Tipo II consiste de 136 moléculas de água, formando também dois tipos de gaiolas - pequenas e grandes. Neste caso as pequenas são dezesseis contra oito das grandes. A pequena tem a mesma forma pentagonal dodecaédrica da anterior (512), mas a grande é um hexadecaedro (51264). O Tipo II é formado por gases como O2 e N2.
A célula do Tipo H consiste de 34 moléculas de água, formando três tipos de gaiolas - duas pequenas diferentes e uma grande. Neste caso, a célula unitária consiste de três pequenas do tipo 512, doze pequenas do tipo 435663 e uma grande do tipo 51268. A formação do Tipo H requer a cooperação entre dois gases (um de molécula grande e outro pequena) para se manter estável. A grande cavidade do Tipo H que permite a presença de grandes moléculas (por ex. butano, hidrocarbonetos), dada a existência de outros gases ajudar a preencher e sustentar os espaços restantes. Acredita-se que hidratos de estrutura H existam no Golfo do México. Suprimentos de hidrocarbonetos termogênicamente produzidos são comuns lá.

## Hidratos no Universo
Iro et al., ao tentar interpretar a ausência de nitrogênio nos cometas, estabeleceu muitas das condições de formação de hidratos no disco protoplanetário, incluindo o fato de as estrelas das sequências principal e pré-principal estarem preenchidas, apesar do rápido crescimento dos grãos na escala métrica. A chave era a exposição partículas de gelo a um ambiente gasoso. Observações do continuum radiométrico dos discos circunstelares ao redor de {\displaystyle \tau }-Tauri e Estrelas de Herbig Ae/Be sugerem discos massivos consistindo de grãos milimétricos, que desaparecem após vários milhões de anos. Vários trabalhos de detecção de gelo no Universo foram feitos no Observatório Infravermelho Espacial (ISO). Por exemplo, largas bandas de emissão de 43 e 60 μm foram encontradas no disco da isolada estrela de Herbig Ae/Be HD 100546 em Musca. A banda de 43 μm é muito mais fraca que a de 60 μm, que significa gelo, está localizada nas partes mais externas do disco a temperaturas abaixo de 50 K. Há ainda traços de outra banda entre 87 e 90 μm, a qual é muito similar à de NGC 6302  (a nebulosa do Inseto ou Borboleta em Escorpião). Gelo cristalino foi também detectado nos discos protoplanetários de ε-Eridani e a estrela isolada Fe HD 142527 em Lupus. 90 % do gelo foi detectado como cristalino a temperaturas da ordem de 50 K. O telescópio Hubble demonstrou que discos circunstelares relativamente antigos, como o de cerca de 5 milhões de anos B9.5Ve a estrela de Herbig Ae/Be HD 141569A, estão repletas de poeira. Li & Lunine lá observaram gelo. Sabendo que existe grande quantidade de gelo nas partes mais externas na nebulosa protoplanetária, Hersant et al. propuseram uma interpretação do enriquecimento volátil observado nos quatro planetas gigantes do sistema solar, com relação à abundância solar. Assumiram que tais substâncias foram aprisionadas na forma de hidratos e incorporadas aos planetesimais das zonas de abastecimento de protoplanetas.
Kieffer et al. (2006) sugere que a atividade de gêiser no pólo sul da lua de Saturno, Encélado, se origina da decomposição de hidratos de clatrato, nos quais dióxido de carbono, metano e nitrogênio são liberados quando expostos ao vácuo espacial pelas fraturas das "Listras de Tigre" daquela área.
É possivel que o clatrato de dióxido de carbono tenha papel fundamental em vários processos em Marte.

## Hidratos na Terra

### Hidratos de gás natural
Os hidratos de gás podem ser encontrados na Terra no solo submarino, sedimentos oceânicos, em sedimentos de lagos profundos (Lago Baikal), bem como nas regiões de permafrost. A quantidade de metano potencialmente armazenada em depósitos de hidrato natural é aparentemente significativa (de 1015 a 1017 metros cúbicos), o que os torna de grande interesse como fonte de energia. A liberação catastrófica de metano pela decomposição de tais depósitos levaria a uma mudança climática global, pois o metano ser um gás estufa mais eficiente que o CO2 (veja Metano atmosférico). A decomposição rápida desses depósitos é um risco geológico, devido ao seu potencial para causar deslizamentos, terremotos e tsunamis. De qualquer maneira, hidratos naturais de gás não contém somente metano, mas ainda hidrocarbonetos gasosos, bem como sulfeto de hidrogênio (H2S) e dióxido de carbono. Hidratos de ar são frequentemente observados em amostras polares.
Pingos são estruturas comuns em regiões de permafrost. Estruturas similares são encontradas em águas profundas relacionadas a vazamentos de metano.
É importante notar que hidratos de gás podem se formar na ausência de uma fase líquida. Em tal situação, a água está dissolvida em gás ou em fase líquida de hidrocarboneto.

### Hidratos em gasodutos
Condições termodinâmicas favorecendo a formação de hidratos são muitas vezes encontradas em gasodutos. Isto é altamente indesejável, pois os cristais de clatrato podem se aglomerar e obstruir o fluxo de gás e causar falha da garantia do escoamento e danificar válvulas e instrumentos. Os resultados variam desde uma redução do fluxo até danos ao equipamento.

#### Formação de hidratos, prevenção e eliminação
Hidratos têm uma grande tendência a aglomeração e a aderir às paredes do duto e então obstruí-lo. Uma vez formados, eles podem ser decompostos por aumento de temperatura e/ou redução de pressão. Mesmo sob essas condições, a dissociação do clatrato é um processo lento.
Logo, prevenir a formação do clatrato parece ser a solução. Uma filosofia de prevenção pode ser baseada tipicamente em três níveis de segurança, listados em ordem de prioridade:
1. Evitar condições operacionais propícias à formação de hidratos por redução da temperatura de formação usando desidratante (glicol);
2. Modificar temporariamente as condições operacionais para evitar a formação;
3. Prevenção por adição de produtos químicos que (a) alteram as condições de equilíbrio de hidratos para temperaturas mais baixas e pressões altas ou (b) aumentam o tempo de formação (inibidores)

A filosofia atual depende de circunstâncias operacionais tais como pressão, temperatura, tipo de fluido (gás, líquido), presença de água, etc.

#### Inibidores
Ao operar dentro de um conjunto de parâmetros onde hidratos podem se originar, ainda há maneiras de evitar sua formação. Alterações da composição do gás por aditivos químicos pode abaixar a temperatura de formação de hidratos e/ou atrasá-la. Há duas opções:
- Inibidores termodinâmicos
- Inibidores cinéticos/anti-aglomerantes

Os inibidores termodinâmicos mais comuns são metanol, monoetilenoglicol (MEG) e dietilenoglicol (DEG), comercialmente conhecido como glicol. Todos podem ser recuperados e recirculados, mas a recuperação do metanol em muitos casos não é favorável. O MEG é muito mais usado que o DEG para temperaturas esperadas da ordem de −10 °C devido à alta viscosidade a baixas temperaturas. Trietilenoglicol (TEG) tem pressão de vapor muito baixa para ser aplicado em um fluxo de gás. Muito metanol é perdidona fase de gás se comparado ao MEG ou DEG.
O uso de inibidores cinéticos e anti-aglomerantes no atual campo de operações é uma tecnologia nova e em evolução. Requer testes extensivos e otimização para o sistema atual. Enquanto inibidores cinéticos atuam desacelerando a cinética da nucleação, anti-aglomerantes param a aglomeração dos cristais de hidratos de gás.  Estes dois tipos de inibidores são também conhecidos pelo nome (inibidores de hidrato de baixa dose) por requerem concentrações muito menores que os inibidores termodinâmicos convencionais. Inibidores cinéticos (que não precisam da mistura água-hidrocarboneto para funcionar) são geralmente polímeros ou copolímeros, e anti-aglomerantes (precisam da mistura de água e hidrocarboneto) são polímeros ou surfactantes zwitteriônicos (geralmente amônio e COOH) sendo ambos atraídos por hidratos e hidrocarbonetos.

## Leitura posterior
- Shuqiang Gao, Waylon House, and Walter Chapman, “NMR/MRI Study of Clathrate Hydrate Mechanisms”, J. Phys. Chem. B, 109(41), 19090-19093, 2005.
- https://web.archive.org/web/20110711000808/http://gashydrate.fileave.com/NMR-MRI%20study%20of%20clathrate%20hydrate%20mechanisms.pdf
- Mohamed Iqbal Pallipurath, "DISSOCIATION OF HYDRATED MARINE SEDIMENT", Oil and Gas Business Journal, 2006 http://www.ogbus.ru/eng/authors/Iqbal/Iqbal_1.pdf
- N Sultan, P Cochonat, JP Foucher, J Mienert, Effect of gas hydrates melting on seafloor slope instability - ►ifremer.fr [PDF],  - Marine Geology, 2004 - Elsevier http://linkinghub.elsevier.com/retrieve/pii/S0025322704002798